# Bastuny (stacja kolejowa)
Bastuny (biał. Бастуны, ros. Бастуны) – stacja kolejowa w miejscowości Bastuny, w rejonie werenowskim, w obwodzie grodzieńskim, na Białorusi. Leży na linii Równe – Baranowicze – Wilno.
Stacja istniała przed II wojną światową.